# Куприн, Александр Олегович
Алекса́ндр Оле́гович Купри́н — российский кинорежиссёр-документалист, сценарист, заслуженный деятель культуры Республики Южная Осетия, член союза кинематографистов России, автор и создатель концепции «Святость на экране».

## Биография

### Семья
Александр Куприн родился 10 апреля 1962 года в Москве. Отец, Куприн Олег Васильевич (1933 г.), работал заместителем главного редактора в журналах «Знание — сила», «Журналистика и медиарынок» и главным редактором журналов «Отчизна», «Голос Родины» и «Журналист». Мать, Куприна Нинель Ивановна (1937 г.), — биолог, кандидат биологических наук, работала в Лаборатории иммунологии опухолей отдела вирусологии и иммунологии опухолей ИЭМ им. Н. Ф. Гамалеи, принимала участие в открытие онко-маркера альфа-фета протеина в 1971 году.
Дед по отцовской линии, Куприн Василий Никитич, работал военным корреспондентом газеты «Правда» на Сталинградской битве, отмечен медалью «За отвагу» и является кавалером Ордена красной звезды.
Дед по матери, Хромков Иван Петрович, был первым секретарём пятигорского горкома КПСС с 1943 г. по 1959, комиссар партизанского соединения «Северное» с 1942 по 1943 года, кавалер ордена им. Ленина, первый секретарь Кустанайского обкома КПСС.
Александр был трижды женат. Первая жена — Куприна-Ляхович Елена Александровна — куратор выставок современного искусства, консультант по формированию частных коллекций, галерист, основатель Е.К.АртБюро, искусствовед, издатель интернет-издания о современном искусстве ArtUzel.com, автор курса по арт-менеджменту, основатель mosartschool.ru. Вторая жена — Водзаковская Юлия Васильевна, — работала журналистом газеты «Комсомольская правда», ныне живёт в США. Третья жена — Куприна Ольга Юрьевна, — работает хранителем в Государственной Третьяковской галерее.
Дети — дочь, Куприна Елизавета, и сын, Мельник Александр.

### Начало карьеры и творческая деятельность
В 1985 году Александр Куприн оканчивает учёбу на факультете журналистики МГУ по специализации «литературный сотрудник газеты», а 1988 году — Высшие режиссёрские курсы при Гостелерадио СССР, профессия — «режиссёр видеофильмов».
В 1982 году основал и возглавил творческую группу «Форзац». Группа являлась сообществом единомышленников (профессионалов и любителей) — начинающих актёров, музыкантов и кинематографистов с общей задачей создания небольших фильмов, спектаклей, мистерий, перформансов в жанре новой романтики. В частности, с 1983 по 1988 год группой «Форзац» демонстрировалась мистерия на основе стихотворного текста «21 декабря» (автор — Александр Куприн). Группой поставлено шоу «Шарф Коломбины» на основе либретто одноимённого балета Артура Шницлера, переработанного Всеволодом Мейерхольдом в драматическую пантомиму. Группой был поставлен перфоманс «Бал», фрагменты этого перфоманса вошли в фильм Юриса Подниекса «Мы».
Первой кинематографической работой группы «Форзац» и Александра Куприна в качестве режиссёра, автора сценария и актёра стал игровой фильм «Танец на всю ночь». Фильм был продемонстрирован в 1985 году на Московском фестивале «Дебют», где получил главную премию. На этом же фестивале группа «Форзац» выставила два других своих фильма: «Грезы» (10 минут, автор — Алан Дзарасов) — он получил второе место, и фильм «Революционный этюд» — третье место. Следующей лентой группы стал фильм «Простые парадоксы и герой фильма», произведенный совместно Народной киностудией «Накал» и Высшими режиссёрскими курсами при Гостелерадио СССР в качестве дипломной работы Александра. Эта работа была показана на Фестивале нового кино в Москве, организованном творческой группой «Форзац» в 1988 году.
В период обучения на Высших режиссёрских курсах Александр работал ассистентом режиссёра на Центральном телевидении в Главной редакции программ для молодежи. По завершении обучения стал Главным режиссёром и одним из создателей первого русского художественно-публицистического видео-альманаха «Огонёк-видео» (видеовыпуски журнала «Огонек»). Альманах выходил ежемесячно с 1989 года по 1991.
В январе 1989 года вышел первый полнометражный фильм Куприна «Неделя совести», посвящённый сталинским репрессиям, их жертвам и виновникам. Выход фильма стал причиной нападения на Александра националистической организации, в результате которого его творческая деятельность была прервана до июня 1989 года из-за серьёзных травм.
Всего с октября 1988 г. по ноябрь 1991 г. Куприным были выпущены в рамках альманаха «Огонек-видео» 20 документальных фильмов. В их числе: фильм «Москва — Исламабад», совместно с Артемом Боровиком, последнее интервью Венедикта Ерофеева (фильм «Москва-Петушки. Туда и обратно»), «Чернобыльская застольная» (информационный показ Каннского фестиваля) и др.
В январе — апреле 1993 года Куприн выступает с еженедельной авторской экспериментальной программой «Поляна» (Центр кабельного телевидения «Экран», Москва), а также является режиссёром сюжетов программы «До и после полуночи».
Александр сотрудничал с 1 каналом «Останкино», телекомпанией «Комтэфау» (Германия), NTV (Япония), кинокомпанией «Пигмалион» (Россия), НТВ, ТВ-6.
В 1993 году на Смотре фильмов Восточной Европы «Ostranenie» в Баухаусе Дессау (Германия) была представлена программа фильмов Куприна («Остров», «ТАМ», «Нежить», «Squat», «Измененное состояние»). По решению жюри смотра, Куприн вошел в тройку ведущих видеорежиссёров Восточной Европы 1993 года. С 1993 года фильмы Куприна демонстрировались на различных международных ТВ-видео-фестивалях, получили награды — главный приз «Золотая маслина» в номинации документальный фильм на Фестивале Бар-96 за фильм «Сны о войне», специальный приз на Всемирном форуме телевизионных программ в Токио за фильм «Дембельский альбом», премию «За вклад в развитие неигрового кино» на Фестивале фестивалей в Новороссийске.
С октября 1995 года Александр работал в штате телекомпании «ВИД» режиссёром программы «Взгляд», для которой готовил различные сюжеты, в том числе с Чеченской войны. В 1996 году он снял фильмы «Сны о войне», «Дембельский альбом», «Чернобыль-10» и был признан лучшим режиссёром телекомпании «ВИД» 1996 года.
С февраля по сентябрь 1998 года Куприн работал над серией исторических программ «Завещание XX века» (автор и ведущий Генрих Боровик, эфир — телеканал «Культура»).
Летом 2000 г. принял православное крещение.
В 2001 году в кинокомпании «Отчий дом» снял сериал «Послание России» из пяти серий: «Патриарх Тихон», «Экзарх Федоров», «Доктор Гааз», «Протоирей Александр Мень», «Преподобный Серафим Саровский» по 26 мин.
В сентябре 2002 заканчивает работу над фильмом «Другое небо» по мотивам научных трудов и статей академика Раушенбаха.
В 2002–2003 гг. Александр являлся режиссёром «Авторской программы Генриха Боровика» — «Большой Театр И.В. Сталина» (6 серий по 26 мин), «Три тайны А.Ф. Керенского» (2 серии по 52 мин.). В это же время — работа над программой «Искатели» (пр. «Клад французского императора», «Русская мумия») совместно с режиссёром В. Ющенко, ведущий программы Андрей И, руководитель — Лев Николаев.
С 2003 года Александр занимается разработкой духовной темы в документальном кино — «Космос отца Михея» (2004), «НебоЗемля» (2008), «Ладан-Навигатор» (2016), «Натан» (2021) и православных документальных сериалах — «Паисий Святогорец» (2013—2016). Фильм «Небоземля» (совместная работа с Сергеем Карандашевым) получил главный приз на кинофестивале «Окно в Европу» в 2008 году. А в 2017 году фильм  «Ладан-навигатор» на фестивале Флаэртиана получил специальный приз издательского дома «Компаньон» Александр Куприн также является создателем первого забайкальского миссионерского сериала «Витим-Навигатор» (2022).
В этот период он снимает фильм «Победа» (2011), который начинается с авторского вступления: «Все время возвращаюсь в эти воспоминания. Смерть в этот раз подошла очень близко и забрала моего друга. А меня оставила. Так начался год. Самый странный год в моей жизни. Когда я осознал, что постепенно теряю все и не понимаю, как это получается. Последний год тысячелетия. Первый год жизни, которую мне зачем-то оставили».  По мнению кинокритика К, Рождественской,  это фильм человека, «который посмотрел на смерть близко».

Говоря об особенностях его творчества, отмечается, что:
В стройное повествование, определенное маршрутом передвижений героев и поделенное на две части, казалось бы, оппонирующие друг другу, допущена прекрасная стихийность не важного, очарование явно необязательного, лишнего. Куприн из своей жизни делает фильмы, из фильма – отрезок жизни. И из всего этого, подмешав других фильмов, которые сплелись с его жизнью, он делает… навигатор по гибридному времени.
С 2017 по 2019 год работал оператором в Комплексе городского хозяйства г. Москвы: вёл блог «Оператор КГХ», где опубликовал около пятидесяти сюжетов о тружениках Москвы.
В 2021 году удостоен специального диплома международного кинофестиваля «Русское зарубежье» за личный вклад в развитие православной культуры в кинематографе.

## Взгляды и общественная позиция
В 90е годы — участник движения хиппи, автор манифеста экстремальной романтики (Экстростиль). На 2022 год является членом партии «Единая Россия». Что касается религиозных взглядов, то Александр разрабатывает и продвигает православную тему в кино и на телевидении, является участником международных и российских православных кинофорумов и конференций. Работал военным корреспондентом на трех войнах. В 2009 году был инициатором создания первого международного фестиваля «Роза Донбасса» в ДНР. Является членом Оргкомитета северокавказского открытого фестиваля кино и телевидения «Кунаки».

## Фильмография

### Режиссёрские работы
| Год  | Фильм                                                                                         | Наименование киностудии              |
| ---- | --------------------------------------------------------------------------------------------- | ------------------------------------ |
| 1985 | ТАНЕЦ (игровой фильм)                                                                         | Народная киностудия «Накал», ДК МЭЛЗ |
| 1989 | НЕДЕЛЯ СОВЕСТИ (документальный хроникальный видеофильм)                                       | «Огонек-видео»                       |
| 1990 | У ЮЗЕФА (документальный видеофильм)                                                           | «Огонек-видео»                       |
| 1990 | НИКОЛАЙ II — ПОРТРЕТ ПОЛИТИЧЕСКОГО ДЕЯТЕЛЯ ХХ ВЕКА (документальный хроникальный видеофильм)   | «Огонек-видео»                       |
| 1990 | ЧЕРНОБЫЛЬСКАЯ ЗАСТОЛЬНАЯ (СТАЛКЕР САША)(документальный видеофильм)                            | «Огонек-видео»                       |
| 1990 | 20 ЛЕТ СПУСТЯ (документальный видеофильм)                                                     | «Огонек-видео»                       |
| 1990 | ВЬЕТНАМСКИЙ ДЕСАНТ (документальный видеофильм)                                                | «Огонек-видео»                       |
| 1991 | МОСКВА — ИСЛАМОБАД (документальный видеофильм)                                                | «Огонек-видео»                       |
| 1991 | ТАМ (дабл-клип)                                                                               | «Огонек-видео»                       |
| 1991 | ВОЗВРАЩЕНИЕ БЛУДНОГО СЫНА (клип)                                                              | «Огонек-видео»                       |
| 1992 | МОСКВА — ПЕТУШКИ (туда и обратно) (документальный видеофильм)                                 | «Огонек-видео»                       |
| 1992 | НЕЖИТЬ (документальный видеофильм)                                                            | «Огонек-видео»                       |
| 1992 | ОСТРОВ (документальный видеофильм)                                                            | «Огонек-видео»                       |
| 1992 | SQUAT (САМОЗАХВАТ) (документальный видеофильм)                                                | «Огонёк-видео»                       |
| 1995 | ИЗМЕНЕНОЕ СОСТОЯНИЕ (документальный фильм)                                                    | ТВ «Комсомольской правды»            |
| 1995 | СЕМЬДЕСЯТ (документальный фильм)                                                              | ТВ «Комсомольской правды»            |
| 1996 | МАРАФОН АФГАНСКИМ СПОСОБОМ (документальный фильм)                                             | Телекомпания «Отечество»             |
| 1996 | СНЫ О ВОЙНЕ (документальный фильм)                                                            | ВИД                                  |
| 1996 | ДЕМБЕЛЬСКИЙ АЛЬБОМ (Документально-хроникальный фильм)                                         | ВИД                                  |
| 1996 | ЧЕРНОБЫЛЬ-10 (документальный фильм)                                                           | ВИД                                  |
| 1997 | ЗАВЕЩАНИЕ ХХ ВЕКА (цикл фильмов, автор и ведущий Генрих Боровик, эфир — телеканал «Культура») | ВИД                                  |
| 1998 | ИОСИФ И НАДЕЖДА (документально хроникальный фильм)                                            | "Time 4 Poduction’’                  |
| 2000 | ПОСЛАНИЕ РОССИИ (серия документально-хроникальных фильмов)                                    | «Отчий дом»                          |
| 2003 | ДРУГОЕ НЕБО (документально-хроникальный фильм)                                                | «Другое небо»                        |
| 2004 | КОСМОС ОТЦА МИХЕЯ (документальный фильм)                                                      | «Держава»                            |
| 2008 | НебоЗемля (документальный фильм)                                                              | «ТВ Студия Август»                   |
| 2008 | УРОК (документальный фильм)                                                                   | НИИИСРО                              |
| 2010 | ПОБЕДА (документальный фильм)                                                                 | «ТВ Студия Август»                   |
| 2011 | АЛЁНА И ЗЕРКАЛО (документальный фильм)                                                        | Фонд им. В. Приёмыхова               |
| 2011 | Документальный цикл СВЯТЫЕ (документально-хроникальные фильмы)                                | SKYPRODUCTION                        |
| 2013 | ПАИСИЙ СВЯТОГОРЕЦ (документальный фильм)                                                      | Продюсерский центр «Покров»          |
| 2016 | ЛАДАН-НАВИГАТОР (документальный фильм)                                                        | Продюсерский центр «ДС фильм»        |
| 2019 | НОЧНАЯ КАПЕЛЛА (документальный фильм)                                                         | Продюсерский центр «КИНОФЕСТ»        |
| 2021 | МАТУШКА ФЕОДОСИЯ. СВИДЕТЕЛЬСТВА (документальный фильм)                                        | Продюсерский центр «КИНОФЕСТ»        |
| 2021 | НАТАН (документальный фильм)                                                                  | Собственность автора                 |
| 2022 | ВИТИМ-НАВИГАТОР (Забайкальский сериал)                                                        | Студия «Автор», Студия «Шилка»       |